# Мечеть-медресе
Мечеть Медресе (азерб. Mədrəsə məscid) — медресе і мечеть XV століття, розташована в історичній частині міста Баку, Ічері-шехер .

## Історія
Ця пам'ятка, яка діяла, перш за все, як мечеть-медресе в середні віки, є одним з приміщень збереглися до наших днів Мечеті Джамі в Ічері Шехер. Мечеть Медресе була побудована в XV столітті при дворі Джума мечеті з метою навчання. У зв'язку з розширенням вулиці Асаф Зейналлі і будівництвом доріг в середині XIX століття були зруйновані приміщення Джума мечеті, і одне зі збережених приміщень використовувалося як медресе.
Будівництво мечеті характерно для Ширван-Апшеронської архітектурної школи. Мечеть знаходиться під наглядом Державного історико-архітектурного заповідника Ічері-Шехер.

## Галерея

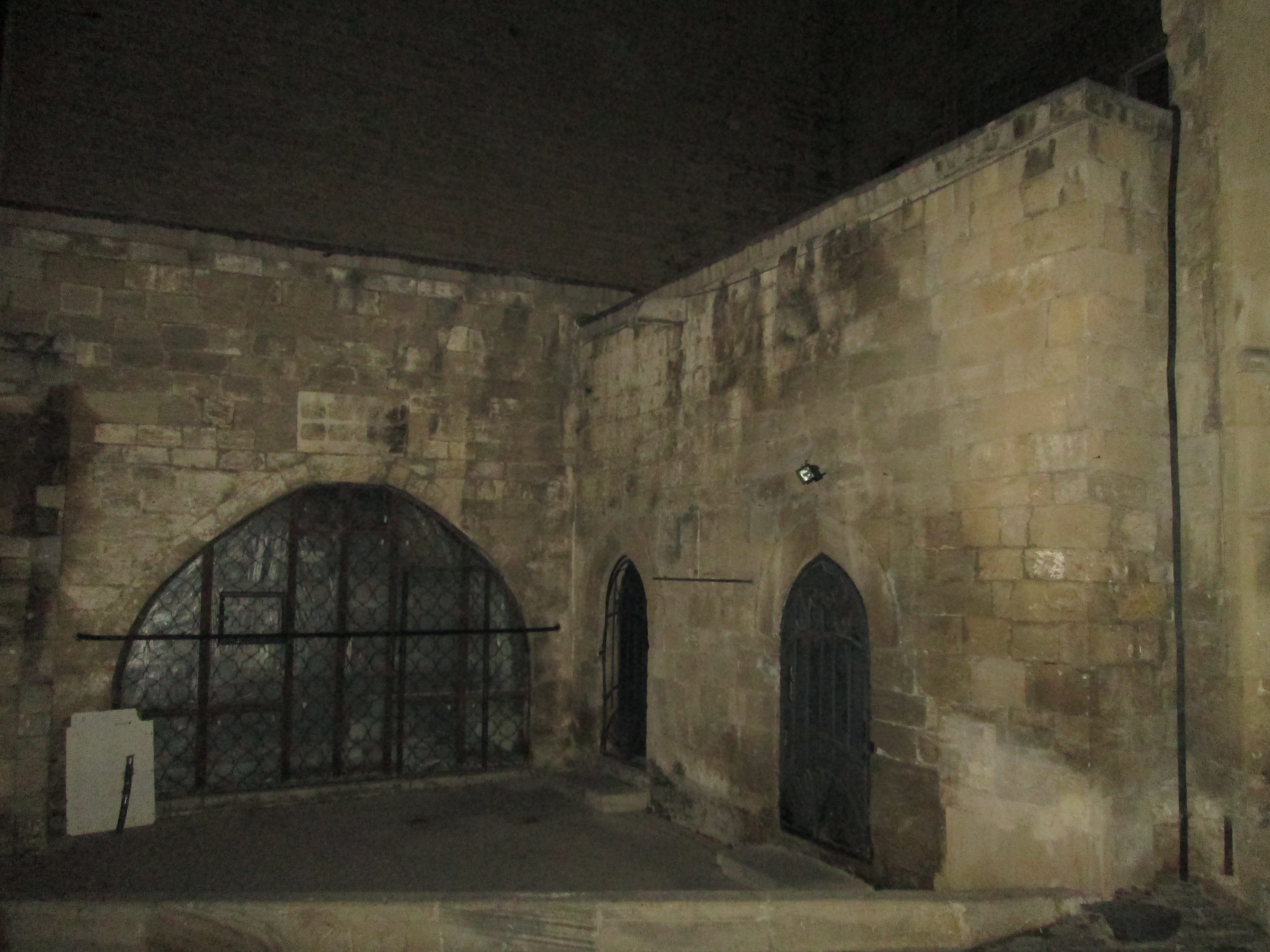
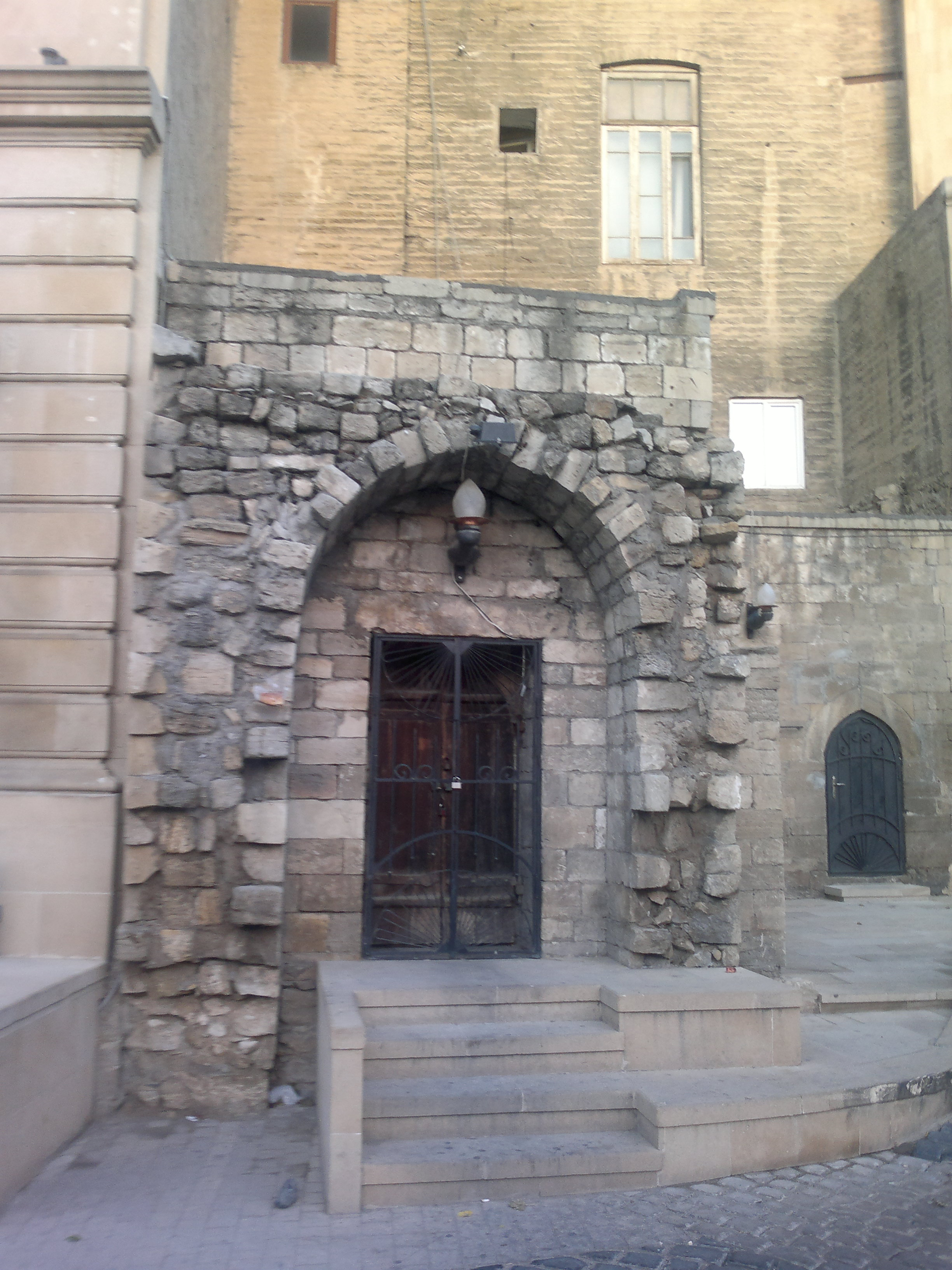
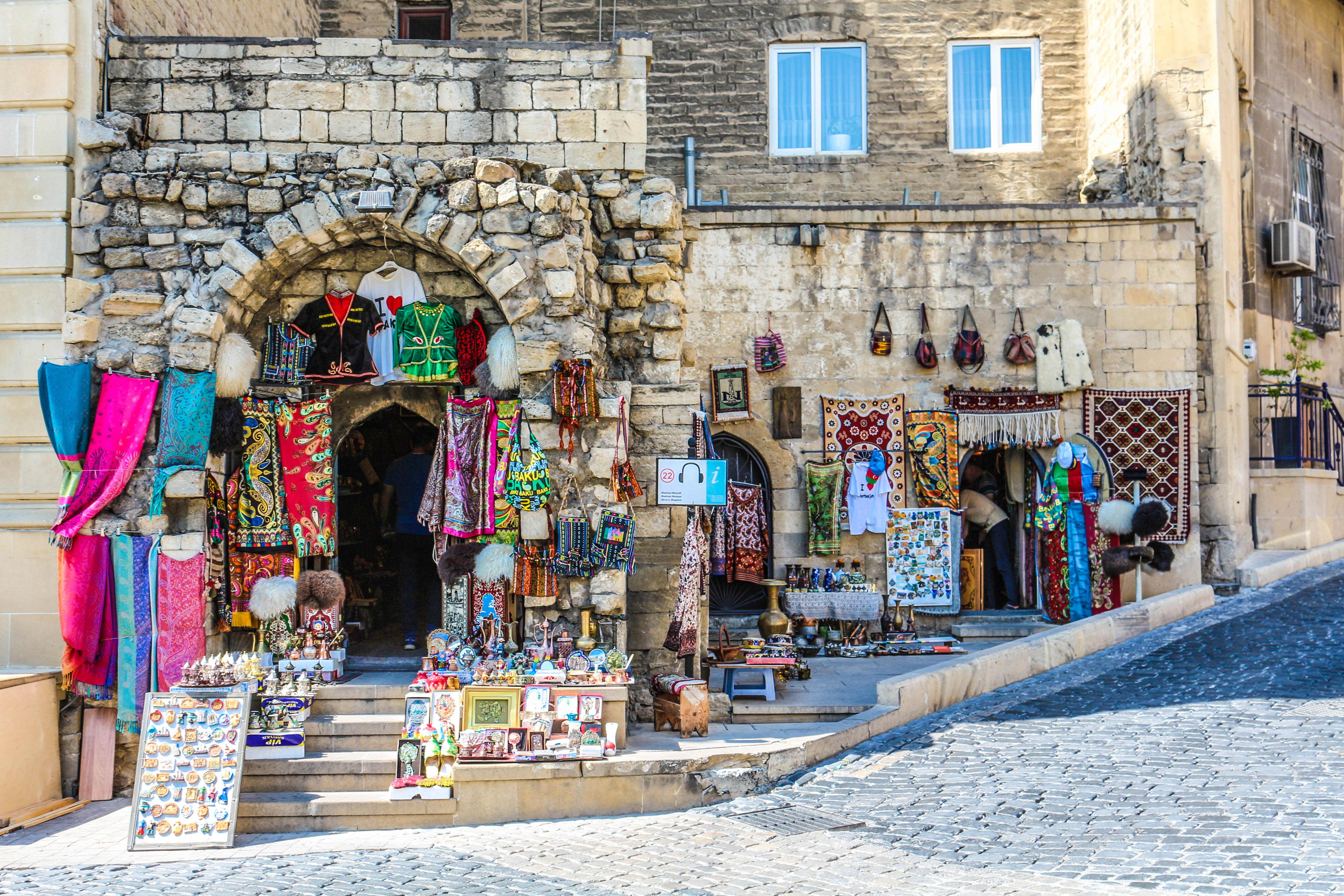